# Astrodaucus littoralis
Astrodaucus littoralis là một loài thực vật có hoa trong họ Hoa tán. Loài này được (M.Bieb.) Drude mô tả khoa học đầu tiên năm 1898.